# Jim Bett
James "Jim" Bett (født 25. november 1959 i Hamilton, Skotland) er en tidligere skotsk fodboldspiller (midtbane).
Bett spillede størstedelen af sin karriere i hjemlandet, hvor han blandt andet tilbragte tre år hos Rangers og ni år hos Aberdeen. Hos begge klubber var han med til at vinde den skotske FA Cup. Han var også professionel i udlandet hos blandt andet KR Reykjavik i Island og Lokeren i Belgien.
Bett spillede desuden 26 kampe og scorede ét mål for det skotske landshold. Hans første landskamp var et opgør mod Holland 23. marts 1982, hans sidste en VM 1990-kamp mod Costa Rica 11. juni 1990.
Han repræsenterede sit land ved både VM i 1986 i Mexico og VM i 1990 i Italien. Han var ikke på banen i 86-turneringen, mens han i 1990 kun spillede den ene førnævnte kamp mod Costa Rica.